# Acraea sheba
Acraea sheba är en fjärilsart som beskrevs av Gabriel 1954. Acraea sheba ingår i släktet Acraea och familjen praktfjärilar. Inga underarter finns listade i Catalogue of Life.